# 하산 화이트사이드

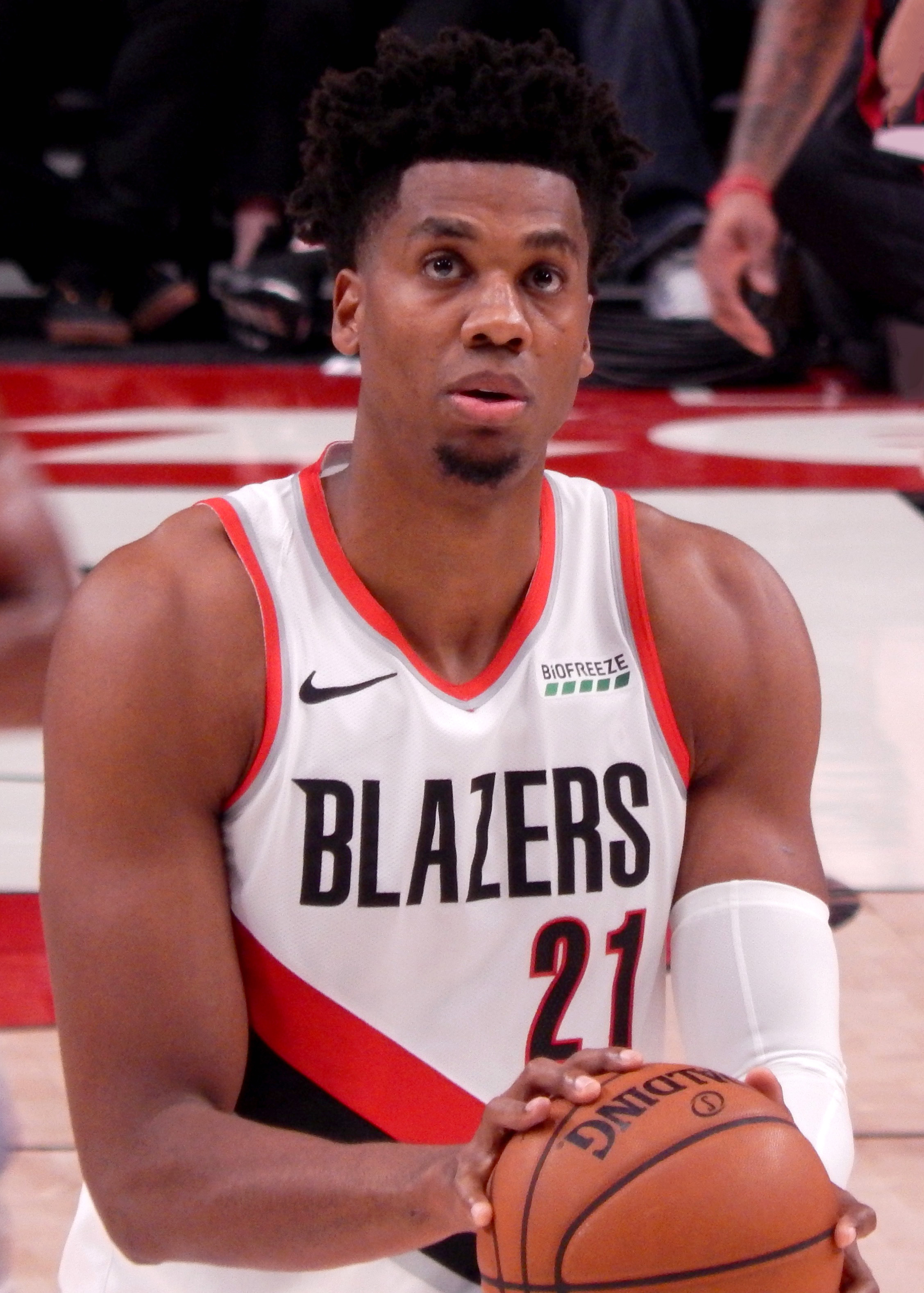
2019년 포틀랜드 트레일블레이저스에서의 모습

하산 화이트사이드(Hassan Whiteside, 본명: 하산 니암 화이트사이드, Hassan Niam Whiteside, 1989년 6월 13일 ~ )는 미국의 전직 프로 농구 선수이다. 2010년 NBA 드래프트에서 새크라멘토 킹스의 2라운드에 지명되기 전에 마셜 선더링 허드에서 대학 농구를 했다. 화이트사이드는 2014년 마이애미 히트에 합류한 후 2016년 NBA 올디펜시브 세컨드 팀에 이름을 올렸고 블록 부문에서도 NBA를 이끌었다. 그는 2017년 리바운드 부문에서 리그를 이끌었다. 그는 포틀랜드 트레일 블레이저스로 트레이드되었고 포틀랜드에서의 첫 시즌에 다시 블록 부문에서 리그를 이끌었다. 화이트사이드는 중국과 레바논 팀에서도 뛰었다.

## 어린 시절
화이트사이드는 여섯 명의 형제자매와 미혼모와 함께 자랐다. 노스캐롤라이나 주 개스토니아에서 태어나고 자란 그는 2년 동안 헌터 허스 고등학교, 애시브룩 고등학교, 포리스트뷰 고등학교 등 3개의 고등학교를 다녔다.
2006~07년 고등학교 3학년 때 화이트사이드는 아버지와 함께 뉴저지 주 뉴어크에 이사하여 이스트사이드 고등학교에서 뛰었다. 경기당 평균 18 득점, 10 리바운드, 5.5 블록슛을 기록한 후 화이트사이드는 2007-08 학년도에 노스 캐롤라이나로 돌아가 호프 크리스천 아카데미(노스 캐롤라이나 킹스 마운틴)에 다녔다. 2008-09년에 그는 노스 캐롤라이나 주 르누아르에 있는 패터슨 학교에서 예비 농구를 했으며 그곳에서 패터슨을 34-2 기록으로 이끌었고 미래의 마샬 팀 동료인 디안드레 케인과 함께 전국 1위 순위에 올랐다. 패터슨에서 그는 아살란 카제미(Arsalan Kazemi)와도 함께 뛰었다.
Scout.com에 따르면 화이트사이드는 2009년 클래스에서 19위 센터로 평가되었으며, Rivals.com에서는 2009년 클래스에서 87위 모집자로 선정되었다. 2009년 리복 올아메리칸 프리뷰 경기에 출전했고, 고등학생 시절에는 유나이티드 셀틱스(NC) AAU 팀과 뉴저지 팬서스 AAU 팀의 일원이었다.